# Stewart Marsden Massey

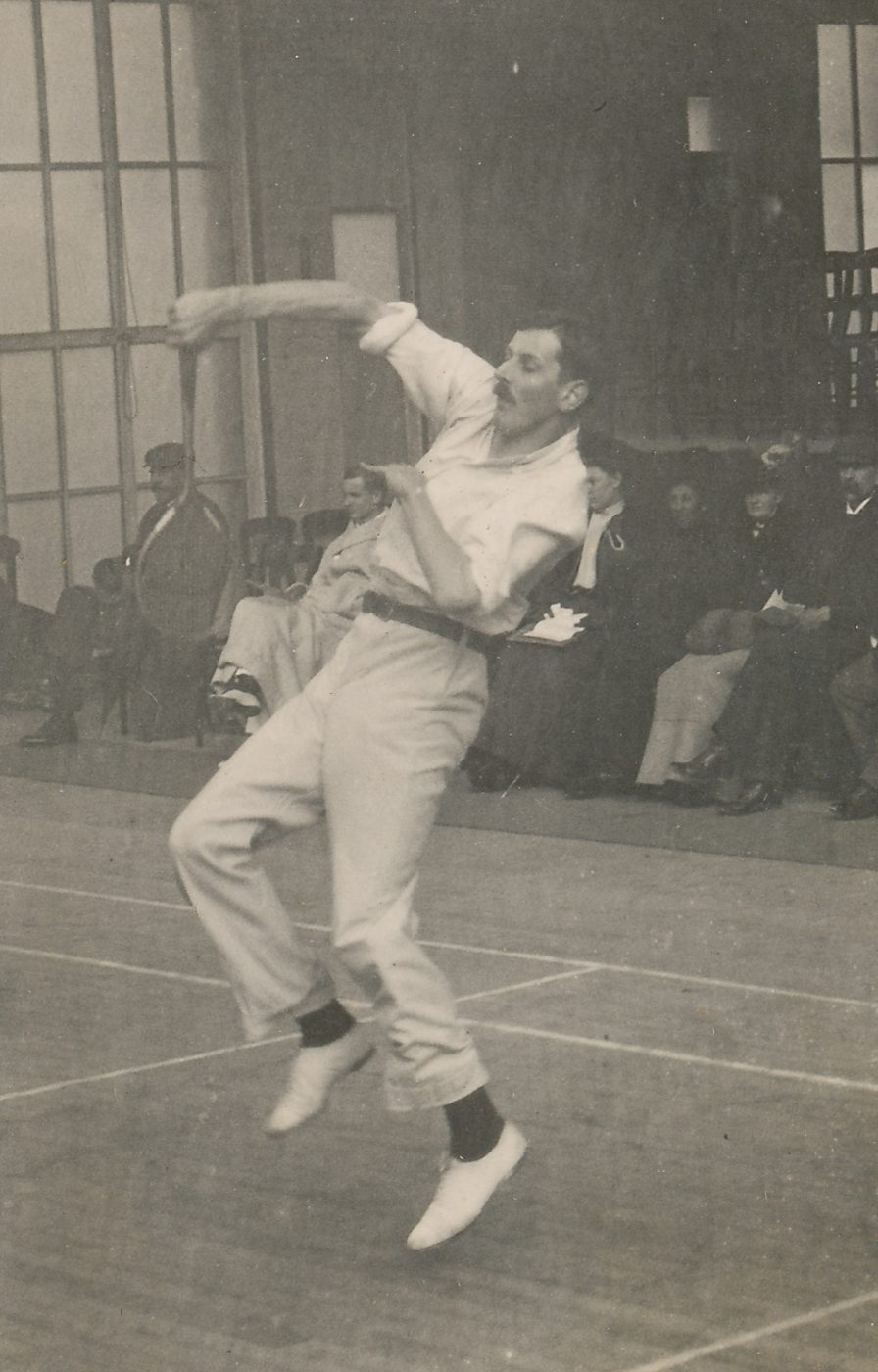
Massey, circa 1908

Stewart Marsden Massey (* 3. April 1877 in London Kensington; † 31. Juli 1934 in London Brentford) war ein englischer Badmintonspieler.

## Karriere
Massey gewann bei den 1899 erstmals ausgetragenen All England das Herrendoppel mit D. Oakes. Neun weitere Endspielteilnahmen erkämpfte er sich bis 1908. 1909 gewann er die French Open, 1912 die Scottish Open. Seine praktischen Erfahrungen schrieb er 1911 im Buch Badminton nieder und war damit einer der ersten Sachbuchautoren in dieser Sportart überhaupt.

## Sportliche Erfolge
| Saison | Veranstaltung           | Disziplin    | Platz | Name                                        |
| ------ | ----------------------- | ------------ | ----- | ------------------------------------------- |
| 1899   | All England             | Herrendoppel | 1     | D. Oakes / Stewart Marsden Massey           |
| 1900   | All England             | Herrendoppel | 2     | D. Oakes / Stewart Marsden Massey           |
| 1901   | All England             | Herrendoppel | 2     | C. H. Martin / Stewart Marsden Massey       |
| 1901   | All England             | Mixed        | 2     | Stewart Marsden Massey / Cammell            |
| 1902   | All England             | Herrendoppel | 2     | C. H. Martin / Stewart Marsden Massey       |
| 1903   | All England             | Herrendoppel | 1     | Stewart Marsden Massey / E. L. Huson        |
| 1903   | All England             | Mixed        | 2     | Stewart Marsden Massey / Cammell            |
| 1905   | All England             | Herrendoppel | 1     | C. T. J. Barnes / Stewart Marsden Massey    |
| 1905   | Middlesex Championships | Herrendoppel | 1     | C. T. J. Barnes / Stewart Marsden Massey    |
| 1907   | All England             | Herrendoppel | 2     | Frank Chesterton / Stewart M. Massey        |
| 1908   | All England             | Herrendoppel | 2     | Frank Chesterton / Stewart M. Massey        |
| 1908   | French Open             | Herrendoppel | 1     | Frank Chesterton / Stewart Marsden Massey   |
| 1912   | Scottish Open           | Herrendoppel | 1     | George Alan Thomas / Stewart Marsden Massey |

## Referenzen
- All England Champions 1899-2007
- Statistiken des englischen Verbandes

| Personendaten    | Personendaten                       |
| ---------------- | ----------------------------------- |
| NAME             | Massey, Stewart Marsden             |
| ALTERNATIVNAMEN  | Massey, Stewart M.; Massey, Stewart |
| KURZBESCHREIBUNG | englischer Badmintonspieler         |
| GEBURTSDATUM     | 3. April 1877                       |
| GEBURTSORT       | London Kensington                   |
| STERBEDATUM      | 31. Juli 1934                       |
| STERBEORT        | London Brentford                    |